# Alcante
Alcante är en pseudonym för författaren Didier Swysen, född i Belgien den 21 november 1970, som skrivit manus till ett flertal tecknade serier.  Hans första berättelse blev publicerad i tidningen Spirou efter att han 1995 vunnit en manustävling. 2002 började han regelbundet publicera material till denna tidning.
Alcantes största serieprojekt har varit "Pandora box" som består av åtta volymer, tecknade av sju olika tecknare. Berättelserna har som tema grekiska myter, de sju dödssynderna, och hur vi etiskt handskas med modern teknik.